# Acido giroforico
L'acido giroforico è un depside, che si ritrova nei licheni Cryptothecia rubrocincta e Xanthoparmelia pokomyi.